# Grande Prêmio da Coreia do Sul de 2011
O Grande Prémio da Coreia do Sul foi a décima sexta corrida da temporada de 2011 da Fórmula 1.

## Resultados

### Treino classificatório
| #                        | Nº | Piloto             | Equipe               | Q1        | Q2       | Q3        | voltas |
| ------------------------ | -- | ------------------ | -------------------- | --------- | -------- | --------- | ------ |
| 1                        | 3  | Lewis Hamilton     | McLaren-Mercedes     | 1:37.525  | 1:36.526 | 1:35.820  | 14     |
| 2                        | 1  | Sebastian Vettel   | RBR-Renault          | 1:39.093  | 1:37.285 | 1:36.042  | 12     |
| 3                        | 4  | Jenson Button      | McLaren-Mercedes     | 1:37.929  | 1:37.302 | 1:36.126  | 14     |
| 4                        | 2  | Mark Webber        | RBR-Renault          | 1:39.071  | 1:37.292 | 1:36.468  | 11     |
| 5                        | 6  | Felipe Massa       | Ferrari              | 1:38.670  | 1:37.313 | 1:36.831  | 16     |
| 6                        | 5  | Fernando Alonso    | Ferrari              | 1:38.393  | 1:37.352 | 1:36.980  | 11     |
| 7                        | 8  | Nico Rosberg       | Mercedes             | 1:38.426  | 1:37.892 | 1:37.754  | 12     |
| 8                        | 10 | Vitaly Petrov      | Renault              | 1:38.378  | 1:38.166 | 1:38.124  | 19     |
| 9                        | 15 | Paul di Resta      | Force India-Mercedes | 1:38.549  | 1:38.254 | Sem tempo | 16     |
| 10                       | 14 | Adrian Sutil       | Force India-Mercedes | 1:38.789  | 1:38.219 | Sem tempo | 14     |
| 11                       | 19 | Jaime Alguersuari  | STR-Ferrari          | 1:39.392  | 1:38.315 |           | 11     |
| 12                       | 7  | Michael Schumacher | Mercedes             | 1:38.502  | 1:38.354 |           | 9      |
| 13                       | 18 | Sébastien Buemi    | STR-Ferrari          | 1:39.352  | 1:38.508 |           | 11     |
| 14                       | 16 | Kamui Kobayashi    | Sauber-Ferrari       | 1:39.464  | 1:38.775 |           | 13     |
| 15                       | 9  | Bruno Senna        | Renault              | 1:39.316  | 1:38.791 |           | 14     |
| 16                       | 12 | Pastor Maldonado   | Williams-Cosworth    | 1:39.436  | 1:39.189 |           | 8      |
| 17                       | 17 | Sergio Perez       | Sauber-Ferrari       | 1:39.097  | 1:39.443 |           | 14     |
| 18                       | 11 | Rubens Barrichello | Williams-Cosworth    | 1:39.538  |          |           | 4      |
| 19                       | 20 | Heikki Kovalainen  | Lotus-Renault        | 1:40.522  |          |           | 6      |
| 20                       | 21 | Jarno Trulli       | Lotus-Renault        | 1:41.101  |          |           | 6      |
| 21                       | 24 | Timo Glock         | Virgin-Cosworth      | 1:42.091  |          |           | 7      |
| 22                       | 25 | Jerome d'Ambrosio  | Virgin-Cosworth      | 1:43.483  |          |           | 8      |
| 23                       | 23 | Vitantonio Liuzzi  | HRT-Cosworth         | 1:43.758  |          |           | 8      |
| 24                       | 22 | Daniel Ricciardo   | HRT-Cosworth         | Sem tempo |          |           | 2      |
| Tempo dos 107%: 1:44.351 |    |                    |                      |           |          |           |        |

### Corrida
| #   | Nº | Piloto                  | Equipe               | Voltas | Tempo       | Grid | Pontos |
| 1   | 1  | Sebastian Vettel        | RBR-Renault          | 55     | 1:38:01.994 | 2    | 25     |
| 2   | 3  | Lewis Hamilton          | McLaren-Mercedes     | 55     | +12.0s      | 1    | 18     |
| 3   | 2  | Mark Webber             | RBR-Renault          | 55     | +12.4s      | 4    | 15     |
| 4   | 4  | Jenson Button           | McLaren-Mercedes     | 55     | +14.6s      | 3    | 12     |
| 5   | 5  | Espanha Fernando Alonso | Ferrari              | 55     | +15.6s      | 6    | 10     |
| 6   | 6  | Felipe Massa            | Ferrari              | 55     | +25.1s      | 5    | 8      |
| 7   | 19 | Jaime Alguersuari       | STR-Ferrari          | 55     | +49.5s      | 11   | 6      |
| 8   | 8  | Nico Rosberg            | Mercedes             | 55     | +54.0s      | 7    | 4      |
| 9   | 18 | Sébastien Buemi         | STR-Ferrari          | 55     | +62.7s      | 13   | 2      |
| 10  | 15 | Paul di Resta           | Force India-Mercedes | 55     | +68.6s      | 9    | 1      |
| 11  | 14 | Adrian Sutil            | Force India-Mercedes | 55     | +71.2s      | 10   |        |
| 12  | 11 | Rubens Barrichello      | Williams-Cosworth    | 55     | +93.0s      | 18   |        |
| 13  | 9  | Bruno Senna             | Renault              | 54     | +1 volta    | 15   |        |
| 14  | 20 | Heikki Kovalainen       | Lotus-Renault        | 54     | +1 volta    | 19   |        |
| 15  | 16 | Kamui Kobayashi         | Sauber-Ferrari       | 54     | +1 volta    | 14   |        |
| 16  | 17 | Sergio Perez            | Sauber-Ferrari       | 54     | +1 volta    | 17   |        |
| 17  | 21 | Jarno Trulli            | Lotus-Renault        | 54     | +1 volta    | 20   |        |
| 18  | 24 | Timo Glock              | Virgin-Cosworth      | 54     | +1 volta    | 21   |        |
| 19  | 22 | Daniel Ricciardo        | HRT-Cosworth         | 54     | +1 volta    | 24   |        |
| 20  | 25 | Jerome d'Ambrosio       | Virgin-Cosworth      | 54     | +1 volta    | 22   |        |
| 21  | 23 | Vitantonio Liuzzi       | HRT-Cosworth         | 52     | +3 voltas   | 23   |        |
| Ret | 12 | Pastor Maldonado        | Williams-Cosworth    | 30     | Motor       | 16   |        |
| Ret | 10 | Vitaly Petrov           | Renault              | 16     | Acidente    | 8    |        |
| Ret | 7  | Michael Schumacher      | Mercedes             | 15     | Acidente    | 12   |        |

## Tabela do campeonato após a corrida
Observe que somente as cinco primeiras posições estão incluídas na tabela.
| Pos | Var     | Piloto           | Pontos |
| --- | ------- | ---------------- | ------ |
| 1   | Estável | Sebastian Vettel | 349    |
| 2   | Estável | Jenson Button    | 222    |
| 3   | Estável | Fernando Alonso  | 212    |
| 4   | Estável | Mark Webber      | 209    |
| 5   | Estável | Lewis Hamilton   | 196    |

| Pos | Var     | Construtor       | Pontos |
| --- | ------- | ---------------- | ------ |
| 1   | Estável | Red Bull-Renault | 558    |
| 2   | Estável | McLaren-Mercedes | 418    |
| 3   | Estável | Ferrari          | 310    |
| 4   | Estável | Mercedes         | 127    |
| 5   | Estável | Renault          | 72     |